# Europese kampioenschappen zwemmen 1954
De Europese kampioenschappen zwemmen 1954 werden gehouden van 31 augustus tot en met 5 september 1954 in Turijn, Italië. Voor het eerst was de vlinderslag een onderdeel op dit EK. Mannen zwommen 200 meter vlinderslag, vrouwen 100 meter.

## Zwemmen

### Mannen
| Afstand:           | Goud:                                                      | Tijd    | Zilver:                                                           | Tijd    | Brons:                                                                            | Tijd    |
| 100 m vrije slag   | Imre Nyéki Hongarije                                       | 57,8    | Lev Balandin Sovjet-Unie                                          | 58,2    | Géza Kádas Hongarije                                                              | 58,3    |
| 400 m vrije slag   | György Csordás Hongarije                                   | 4.38,8  | Angelo Romani Italië                                              | 4.40,4  | Per-Olof Östrand Zweden                                                           | 4.40,9  |
| 1500 m vrije slag  | György Csordás Hongarije                                   | 18.57,8 | György Schuszter Hongarije                                        | 19.05,6 | Vladimir Lavrinenko Sovjet-Unie                                                   | 19.10,6 |
| 100 m rugslag      | Gilbert Bozon Frankrijk                                    | 1.05,1  | László Magyar Hongarije                                           | 1.05,3  | John Brockway Verenigd Koninkrijk                                                 | 1.05,9  |
| 200 m schoolslag   | Klaus Bodinger DDR                                         | 2.40,9  | Marek Petrusewicz Polen                                           | 2.42,5  | Sándor Utassy Hongarije                                                           | 2.43,8  |
| 200 m vlinderslag  | György Tumpek Hongarije                                    | 2.32,2  | Zsolt Feyér Hongarije                                             | 2.35,1  | Vadim Martyntsjik Sovjet-Unie                                                     | 2.36,3  |
| 4x200 m vrije slag | Hongarije Laszlo Till Zoltán Dömötör Géza Kádas Imre Nyéki | 8.47,8  | Frankrijk Jean Boiteux Gilbert Bozon Guy Montserret Aldo Eminente | 8.54,1  | Sovjet-Unie Nikolaj Soechoroekov Vjatsjeslav Koerennoj Joeri Abovjan Lev Balandin | 8.55,9  |

### Vrouwen
| Afstand:           | Goud:                                                         | Tijd   | Zilver:                                                                 | Tijd   | Brons:                                                                               | Tijd   |
| 100 m vrije slag   | Katalin Szőke Hongarije                                       | 1.05,8 | Judit Temes Hongarije                                                   | 1.06,7 | Geertje Wielema Nederland                                                            | 1.07,3 |
| 400 m vrije slag   | Ágota Sebő Hongarije                                          | 5.14,4 | Valéria Gyenge Hongarije                                                | 5.16,3 | Eša Ligorio Joegoslavië                                                              | 5.18,7 |
| 100 m rugslag      | Geertje Wielema Nederland                                     | 1.13,2 | Joke de Korte Nederland                                                 | 1.13,6 | Pat Symons Verenigd Koninkrijk                                                       | 1.17,3 |
| 200 m schoolslag   | Ursula Happe Bondsrepubliek Duitsland                         | 2.54,9 | Jytte Hansen Denemarken                                                 | 2.55,0 | Klára Killermann Hongarije                                                           | 2.55,8 |
| 100 m vlinderslag  | Jutta Langenau DDR                                            | 1.16,6 | Mária Littomeritzky Hongarije                                           | 1.18,6 | Ursula Happe Bondsrepubliek Duitsland                                                | 1.18,9 |
| 4x100 m vrije slag | Hongarije Valéria Gyenge Ágota Sebő Judit Temes Katalin Szőke | 4.30,6 | Nederland Loes Zandvliet Joke de Korte Hetty Balkenende Geertje Wielema | 4.33,2 | Bondsrepubliek Duitsland Käthe Jansen Gisela von Netz Birgit Klomp Elisabeth Rechlin | 4.37,2 |

## Schoonspringen

### Mannen
| Onderdeel: | Goud:                    | Score  | Zilver:                       | Score  | Brons:                           | Score  |
| 3 m plank  | Roman Brener Sovjet-Unie | 153,26 | Gennadi Oedalov Sovjet-Unie   | 141,16 | Christian Pire Frankrijk         | 136,97 |
| 10 m toren | Roman Brener Sovjet-Unie | 144,01 | Michail Tsjatsjba Sovjet-Unie | 142,06 | Peter Heatly Verenigd Koninkrijk | 133,59 |

### Vrouwen
| Onderdeel: | Goud:                               | Score  | Zilver:                            | Score  | Brons:                        | Score  |
| 3 m plank  | Valentina Tsjoemitsjeva Sovjet-Unie | 129,45 | Birte Christoffersen-Hanson Zweden | 127,79 | Ljoebov Zjigalova Sovjet-Unie | 125,30 |
| 10 m toren | Tatjana Karakasjjants Sovjet-Unie   | 79,86  | Birte Christoffersen-Hanson Zweden | 72,17  | Eva Pfarrhofer Oostenrijk     | 65,68  |

## Waterpolo
| Onderdeel: | Goud:     | Zilver:     | Brons: |
| Mannen     | Hongarije | Joegoslavië | Italië |

## Medaillespiegel
| Plaats | Land                     | Goud | Zilver | Brons | Totaal |
| 1      | Hongarije                | 9    | 6      | 3     | 18     |
| 2      | Sovjet-Unie              | 4    | 3      | 4     | 11     |
| 3      | DDR                      | 2    | 0      | 0     | 2      |
| 4      | Nederland                | 1    | 2      | 1     | 4      |
| 5      | Frankrijk                | 1    | 1      | 1     | 3      |
| 6      | Bondsrepubliek Duitsland | 1    | 0      | 2     | 3      |
| 7      | Zweden                   | 0    | 2      | 1     | 3      |
| 8      | Italië                   | 0    | 1      | 1     | 2      |
| 8      | Joegoslavië              | 0    | 1      | 1     | 2      |
| 10     | Denemarken               | 0    | 1      | 0     | 1      |
| 10     | Polen                    | 0    | 1      | 0     | 1      |
| 12     | Verenigd Koninkrijk      | 0    | 0      | 3     | 3      |
| 13     | Oostenrijk               | 0    | 0      | 1     | 1      |
| Totaal | Totaal                   | 18   | 18     | 18    | 54     |